# 市五医院站
市五医院站是成都地铁19号线的一座地下车站，于2020年12月18日启用。车站位于温江区柳城街道凤溪大道北段西凤街庆丰街路口。
本站因车站位于成都市第五人民医院附近而得名，正式命名前曾使用工程名为“来凤路站”。

## 车站结构
本站为地下二层岛式车站。
| 地面              | ·    | 出口A1/A2/D/F/G1/G2                                                                                           |
| 地下一层          | 站厅 | 自助购票 客服中心                                                                                             |
| 地下二层          | 站台 | \| \| \| 19号线往金星（黄石） \| \| 島式 · 開左邊车门 \| \| \| \| \| \| 19号线往天府机场北[註 1]（凤溪河） \| |
|                   |      | 19号线往金星（黄石）                                                                                          |
| 島式 · 開左邊车门 |      | |
|                   |      | 19号线往天府机场北（凤溪河）                                                                                  |

## 出入口
本站目前开放6个出入口。
|              |                     |                                                  |      |
| 编号         | 设施                | 指示                                             | 照片 |
|              | 无障碍卫生间 哺乳室 | 凤溪大道北段、龙潭巷、西凤街                     |      |
| 出口 · A · 2 | 无障碍卫生间 哺乳室 | 凤溪大道北段、龙潭巷、来凤路                     |      |
| 出口 · D     | 无障碍电梯          | 西凤街、凤溪大道北段、麻市街、成都市第五人民医院 |      |
| 出口 · F     |                     | 凤溪大道北段、庆丰街、云溪路                     |      |
| 出口 · G · 1 |                     | 凤溪大道北段                                     |      |
| 出口 · G · 2 |                     | 凤溪大道北段、来凤路、金乌街、永康路             |      |

## 历史
- 2019年5月15日，车站主体结构封顶。[3]
- 2020年12月18日，作为17号线车站启用。
- 2023年9月22日，17号线与19号线拆分，市五医院站随所在区间划归19号线，车站编号由1703改为1903。